# Hermann Müller (Politiker, 1868)

Hermann Müller

Hermann Müller (* 10. Februar 1868 in Werdau; † 13. November 1932 in Berlin) war ein deutscher Politiker (SPD).
Um ihn vom gleichnamigen ehemaligen Reichskanzler Hermann Müller auseinanderhalten zu können, wurde er in zeitgenössischen Zeitungen und Büchern meist mit dem ergänzenden Zusatz des Wahlkreises als Müller-Lichtenberg oder Müller-Potsdam bezeichnet.

## Leben und Wirken
Müller besuchte die Bürgerschule, dann die Realschule. Anschließend wurde zum Lithografen ausgebildet. Diesen Beruf übte er in den folgenden Jahren in Hannover, Kassel, Halle an der Saale und Bochum aus. Als junger Mann trat er der Sozialdemokratischen Partei Deutschlands bei. 1898 wurde er Redakteur des Volksblattes für Bochum.
1900 erhielt Müller eine Anstellung als Arbeitersekretär in Bremen. 1905 wurde er Sekretär des Zentralarbeitersekretariats in Berlin. Von 1907 bis 1917 saß er im Stadtrat von Berlin-Lichtenberg, vorher war er dort Stadtverordneter. 1907 wurde er zweiter ehrenamtlicher Vorsitzender des Verbandes der Lithografen und Steindrucker, eine Tätigkeit, die er bis 1919 ausübte. Zur gleichen Zeit wurde er Erster Vorsitzender der Zentralkommission der Lithografen. Außerdem war er von 1907 bis 1908 Hauptvorsitzender des Senfelder Bundes.
1909 bereiste Müller einige Wochen lang Nordamerika im Auftrag des Verbandes der Lithografen. 1917 wurde er Mitglied der Kontrollkommission und des Parteiausschusses der Sozialdemokratischen Partei. 1917 wurde er Stadtrat in Lichtenberg.
Im Januar 1919 wurde Müller Mitglied der Weimarer Nationalversammlung, die in der Übergangsphase zwischen dem Zusammenbruch des Kaiserreiches und der ersten Reichstagswahl der Weimarer Republik im Juni 1920 tagte. In diesem „geschäftsführenden Parlament“ vertrat er den Wahlkreis 4 (Potsdam).
1922 wurde Müller Redakteur des Korrespondenzblattes des Allgemeinen Deutschen Gewerkschaftsbundes (ADGB). Im Jahr 1924 wurde er stellvertretender Vorsitzender des ADGB. Außerdem amtierte er in den 1920er Jahren als Mitglied des Wirtschaftsrates des Völkerbundes, Mitglied des Verwaltungsrates des Internationalen Arbeitsamtes des Völkerbundes in Genf sowie Vorstandsmitglied der Landesversicherungsanstalt Berlin. Ferner war Müller Mitglied der Kontrollkommission der SPD und Mitglied des Staatsgerichtshofes zum Schutze der Republik.
Im Mai 1928 wurde Müller als Kandidat der SPD für den Wahlkreis 4 (Potsdam I) in den 4. Reichstag gewählt; 1930 wurde er wiedergewählt. Diese Wahlperiode endete mit der vorgezogenen Reichstagswahl im Juli 1932.

## Schriften
- Die Rechtsprechung in Unfallrenten Streitsachen. 1909.
- Die Unfallversicherung der RVO. 1912.
- Die Organisationen der Lithographen, Steindrucker u.v.B. Band 1. 1917.
- Karl Marx und die Gewerkschaftsbewegung. 1918.
- Geschichte der deutschen Gewerkschaften bis zum Jahre 1878. 1918.